# 品川女子学院中等部・高等部
品川女子学院中等部・高等部（しながわじょしがくいんちゅうとうぶ・こうとうぶ）は、東京都品川区北品川に所在し、中高一貫教育を提供する私立女子中学校・高等学校。
高等学校において、生徒を募集しない完全中高一貫校。

## 概要
1925年（大正14年）、衆議院議員で全国町村長会会長を務めた漆昌巌の娘の漆雅子により「荏原女子技芸伝習所」として設立された。
その後、1926年（大正15年）の「品川女学校」、1929年（昭和4年）の「品川高等女学校」、1947年（昭和22年）・1948年（昭和23年）の学制改革により「品川中学校」「品川高等学校」となることを経て、1991年（平成3年）に校名を「品川女子学院」に変更し、中高一貫教育を開始する。
廃校の危機が取り沙汰されるほどの状態から「世の中に貢献できる女性を育てる」という理想の下で偏差値や進学率を高めた学校として、学校再生の観点でも注目されている。
ミッションとして「私たちは世界をこころに、能動的に人生を創る日本女性の教養を高め、才能を伸ばし、夢を育てます」を打ち立て、このミッションから生まれた、卒業後の人生を見据え、社会で働き続けるための力を身につけることを意図した教育方針である「28 project」を行っている。
また、ミッション達成のためには生徒を育てる時間が3年間では不十分として、2004年から高校での募集を取り止めた。

## 教育の特色

### 28project
品川女子学院の教育方針。上記の通り、同校のミッションから生まれたものである。「大学進学をする18歳の時ではなく、28歳の時に社会で生き生きと活躍できる女性を育てることを目指し、未来から逆算してその土台づくりをしていく」ことを目的としている。28歳を目安としているが、これは女性が28歳の頃が「仕事、結婚、出産といった自身の将来を考える上でのターニングポイントとなる」という考え方による。この様子はNHKプレミアムにより2023年、「10年後の同窓会」として放送された。

### 「ライフデザイン教育」
カリキュラムでは、英語へのTOEIC導入や実社会を経験させることにより、職業観や学校授業と将来の仕事に結びつける授業（同校では、これをキャリア教育とは呼ばず、ライフデザイン教育と呼んでいる）を行っている。

### 企業とのコラボレーション
2004年からライフデザイン教育の一環として、企業とのコラボレーションによる授業を行っている。眠眠打破のグミ、桃恋茶（桃の香りがする烏龍茶）、品女キティなど、実際に商品が開発された例もある。

## 沿革
- 1926年4月 - 権現山公園（現在品川区立城南中学校校庭）に荏原女学校として開校[1][5]。
- 1929年 - 現在地に品川高等女学校開校[5]。
- 1947年 - 品川中学校設置[5]。
- 1948年 - 品川高等学校設置[5]。
- 1951年 - 学校法人品川高等学校に組織変更[5]。
- 1991年 - 校名を「品川女子学院」に変更。中高一貫教育を開始[1][5]。
- 2004年 - 高校からの募集を停止し、中高完全一貫制となる[1][5]。

## 部活動
水泳部がインターハイで総合優勝を達成している。ダンス部も全国大会出場の実績がある。

## 交通アクセス
- 京浜急行電鉄本線 北品川駅より徒歩2分

## 著名な出身者
- 魚住咲恵 - フリーアナウンサー、元岡山放送アナウンサー[6]
- 大石恵 - タレント
- 鴨下望美 - 秋田放送アナウンサー
- 桜田淳子 - 元女優、歌手（中学2年〜高校1年生まで）
- 島倉千代子 - 歌手（中学のみ）[7]
- 高瀬友規奈 - 女優
- 天馬ルミ子 - 元歌手
- なちゅ - タレント
- Pile - 歌手、声優
- 相賀真理子 - フリーアナウンサー・行政書士
- 広末涼子 - 女優（高校のみ）[7]
- 八木沼純子 - キャスター、元フィギュアスケート選手
- 山口百恵 - 元歌手（中学のみ）[7]
- 山本麻里安 - 声優

## テレビ番組
- 日経スペシャル カンブリア宮殿 （テレビ東京）- 出演：品川女子学院校長 漆紫穂子
  - 「やる気のスイッチを入れる極意！教えます」（2008年11月24日）[8]
  - カンブリア宮殿 大忘年会 もう貧乏はイヤだ！ 狙うぞ、一発逆転スペシャル（2010年12月31日）[9]